# Isthmian League
Isthmian League er en fodboldliga i London og Sydøstengland for semiprofessionelle hold og amatørhold. Ligaen blev grundlagt i 1904, og ligaformatet er skiftet flere gange siden da. I dag består ligaen af tre divisioner: Premier Division, Division One North og Division One South.
Sammen med Northern Premier League og Southern League udgør Isthmian League niveau 7 og 8 i det engelske ligasystem. Vinderen af Premier Division samt vinderen af et playoff mellem nr. 2-5 rykker op i Conference South.